# Инфант
Инфант (шп.. и порт. Infante) титула је која је додјељивана у пиринејским краљевинама Шпаније (укључујући претходнике краљевина Арагон, Навара, Кастиља и Леон) и Португалији, сину или кћерки краља, понекад са изузетком насљеднику пријестола који је обично имао принчевску или војводску титулу. Жена инфанта је носила титулу инфанткиње као брак династички одобрен, иако од 1987. године то више није аутоматски случај у Шпанији. Супруг инфакткиње не добија аутоматски титулу инфанта вјеначањем, мада повремено добија титулу по благодети у сувереној команди.